# Liberale planning
Liberale planning of planningsliberalisme (Engels: Planned Liberalism; Frans: Libéralisme planifié) was een economisch beleid dat in Kameroen werd gevoerd vanaf de jaren zestig tot halverwege de jaren tachtig. Abel Eyinga herleidt de theorie van liberale planning (zie hieronder) op gaullistische economische doctrine en ziet liberale planning in feite als "het Afrikaanse equivalent van 'participation'." Volgens hem deed het begrip liberale planning rond 1965 als eerste zijn intrede in Gabon waar het concept - mogelijk anders uitgewerkt dan later in Kameroen - als economische ideologie werd omarmt.
In 1965 nam president Ahmadou Ahidjo afstand van het Afrikaans socialisme en verving het door het door hem uitgedachte concept van "liberale planning" dat het midden moest houden tussen een socialistische staatsgeleide en liberale kapitalistische economie. Tegelijkertijd integreerde hij de beste elementen van het socialisme en kapitalisme in zijn nieuwe concept. Kapitalisme had wereldwijd geleid tot economische ontwikkeling, maar ook tot een groeiende kloof tussen arm en rijk. Het socialisme probeerde economische ongelijkheid te lijf te gaan door middel van een planeconomie, maar dit model leidde niet tot een directe verbetering van het lot van de burgers. Liberale planning leidde volgens Ahidjo tot directe welvaart. Ahidjo zei dat er "niet langer meer sprake was van een absolute kloof tussen de twee formules" (d.i. marxistisch socialisme en westers kapitalisme). Kameroeners werden aangemoedigd om eigen (moderne) bedrijven te gaan stichten zodat er een particulier sector zou ontstaan, daarnaast opende het land zijn deuren voor buitenlandse investeerders die aangemoedigd werden hun geld te investeren in de gemengde bedrijven (half particulier-, half overheidseigendom). Toen de economie in de jaren zeventig en tachtig echter achteruitging besloot de regering de gemengde bedrijven te privatiseren. Bedoeling was wel dat het voormalige staatsaandeel dan in handen zou komen van Kameroeners (economisch nationalisme).
Belangrijke politieke kant van de liberale planning was dat westerse investeringen toenamen, maar tegelijkertijd de niet-gebonden buitenlandse politiek kon worden voortgezet. Volledige identificatie met het westen bleef zo uit. Omdat liberale planning vooral werd opgevat als een economisch model en niet als een politiek model, achtte de regering van Ahidjo het niet nodig om Kameroen te democratiseren.
Paul Biya, president van Kameroen sinds 1982, verving liberale planning als ideologie door het communautair-liberalisme.

## Rwanda
Tijdens het bewind van president Juvénal Habyarimana (1973-1994) kende Rwanda een economisch beleid dat werd aangeduid als "liberale planning" ("Libéralisme planifié") Liberale planning als economische ideologie werd afgekondigd tijdens het derde congres van de regerende Mouvement Révolutionnaire Nationale pour le Développement (MRND) in 1980 en behelsde een zesjarig ontwikkelingsplan (1980-1986) gericht op buitenlandse (westerse) investeerders, zelfvoorzienende voedselproductie, het beter aanwenden van menselijke middelen en het verbeteren van de leefomstandigheden. In 1988 werd overgegaan tot het privatiseren van de staatsbedrijven als onderdeel van het beleid van liberale planning.

## Andere landen in Afrika
Andere Afrikaanse landen - buiten Kameroen en Rwanda - namen liberale planning (of een vergelijkbare theorie) als uitgangspunt voor hun economisch beleid: Gabon, Guinee (v.a. 1985) Ivoorkust, Marokko Senegal (gemengde economie) en in het Madagaskar onder Philibert Tsiranana (1959-1972) voerde men een economisch beleid dat sterk overeenkwam met liberale planning. Kenmerkend is dat al deze landen in het verleden Franse koloniën zijn geweest.

## Uitspraak
- A. Ahidjo: "Wij wensen (...) de basis te leggen voor een sociale democratie die iedere idee van vervreemding van de mens verwerpt, zelfs als deze vervreemding de belofte in zich draagt van een beter leven voor onze kinderen en kleinkinderen. Wij zijn daarom voor liberalisme, een modern, plan-liberalisme, een dus die in toom wordt gehouden door staatsregulering. Wij beschouwen particulier eigendom van de productiemiddelen en hun utilisatie voor particuliere winst dus als een teken van vooruitgang." - Cameroon Times, vol. 5. nr. 117, december 1965 (aangehaald in: Willard R. Johnson: The Cameroon Federation: Political Integration in a Fragmentary Society, Princeton University Press, New Jersey 1970, p. 311)

## Verwijzingen
1. ↑  Mark Dike DeLancey, Mark W. Delancey, Rebecca Neh Mbuh: Historical Dictionary of Cameroon, Rowman & Littlefield Publishing Group, Londen V.K. 20195, p. 417
2. 1 2 3  A. Eyinga: Gaullist Afrika: Cameroon under Ahmadu Ahidjo, cap. From African Socialism to Liberal Planning, Fourth Dimension Publishing Co. Ltd., Enugu, Nigeria 2002 (herdruk van het origineel uit 1978), p. 137
3. ↑  Ibidem
4. ↑  E. Bongmba: The Dialectics of Transformation in Africa, Palgrave MacMillan, New York, 2006, p. 56
5. ↑  Willard R. Johnson: The Cameroon Federation: Political Integration in a Fragmentary Society, Princeton University Press, Princeton N.J. 1970, p. 311
6. ↑  Isaac Kamola: The International Coffee Economy and the Production of Genocide in Rwanda  - doctoraatsscriptie, University of Minnesota, Minneapolis, p. 14
7. ↑  J. Habyarimana: Discours, messages et entretiens, 1982, p. 328
8. ↑  A. Mugesera: Le liberalisme planifie rwandais: une approche théorique, in: Zaïre-Afrique: économie, culture, vie sociale 1983, pp. 597-607. Gearchiveerd op 6 september 2023.
9. ↑  United Nations Economic and Social Council Meeting Record 22 maart 1984, p. 11
10. ↑  Karake Karenzi: POLITICAL PATRONAGE AND PRIVATIZATION OF PUBLIC ENTERPRISES: A COMPARATIVE STUDY OF KENYA AND RWANDA, University of Nairobi, Masterthesis 2004, p. 52
11. ↑  Marc Aicardi de Saint-Paul: Du roi Denis à Omar Bongo, Éditions Albatros, Parijs 1987, paginanummering ontbreekt (eboek) "... pour cette raison que notre économie est un libéralisme planifié."
12. ↑  Pierre François Gonidec, Vân Minh Trân: Politique comparée du tiers monde, Édition Montchrestien 1980, paginanummering ontbreekt (eboek) "... le régime économique gabonais est « un libéralisme planifié et dirigé, capitaliste dans son essence et socialiste dans sa finalité.»"
13. ↑  Ansoumane Doré: Economie et société en République de Guinée, 1958-1984, et perspectives, Éditions Bayardère 1986, p. 499
14. ↑  Afrique Planete: ECONOMIE en COTE d'IVOIRE
15. ↑  Aka Anghui, Bra Kanon, Félix Houphouët-Boigny e.a.: L'économie ivorienne, Bulletin de l'Afrique noire Parijs 1976 (geen paginanummering)
16. ↑  J. Owona: Droit constitutionnel et régimes politiques africains, Berger-Levrault, 1985, p. 316
17. ↑  Jeune Afrique - Nummers 860-873, 1977, p. 30
18. ↑  L. Senghor: libéralisme planifié et les voies africaines vers le socialisme, lezing in Tunis in 1975
19. ↑  A. Eyinga: Gaullist Afrika: Cameroon under Ahmadu Ahidjo, cap. From African Socialism to Liberal Planning, Fourth Dimension Publishing Co. Ltd., Enugu, Nigeria 2002 (herdruk van het origineel uit 1978), p. 136